# SNCF Z 100
De Z 100 is een serie van smalspoor treinstellen gebouwd tussen 1908 en 1912 voor de Ligne de Cerdagne, besteld door de compagnie des chemins de fer du Midi. Deze treinstellen zijn meerdere malen verbouwd en rijden dagelijks tussen Villefranche Conflent en La Tour de Carol. Zij zijn de oudste treinen in dienst bij de SNCF.

## Geschiedenis

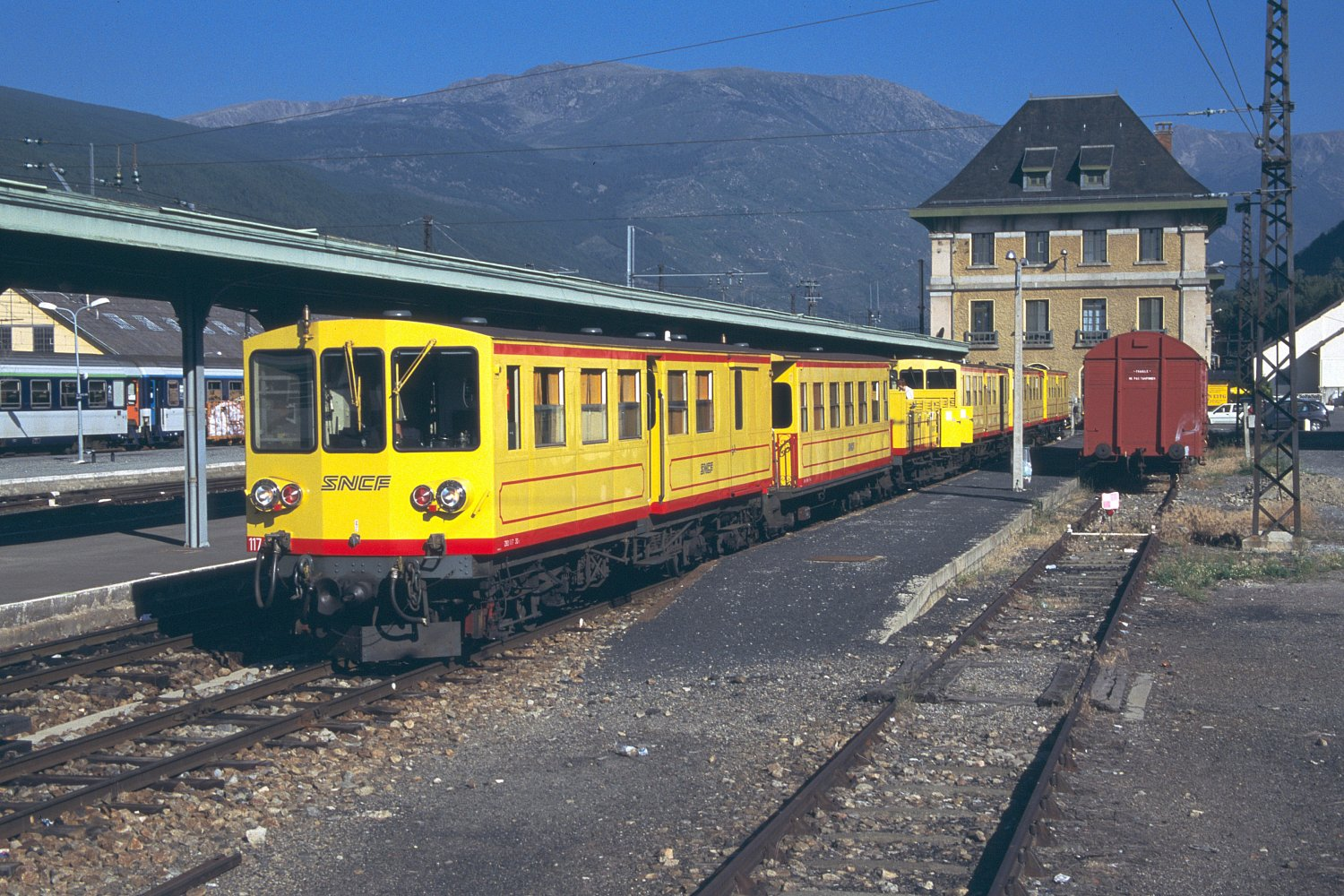
Treinstel 117 op station Tour-de-Carol-Enveitg

Oorspronkelijk werd de Ligne de Cerdagne bereden door de serie Z 101-110: 10 treinstellen van 28 ton.
- Z 101, gesloopt in 1956
- Z 102
- Z 103, buiten dienst, niet gereviseerd
- Z 104
- Z 105, gesloopt in 1956, vervangen door de 114
- Z 106
- Z 107
- Z 108
- Z 109
- Z 110, gesloopt in 1957

Deze treinen zijn later zwaarder geworden door een ander interieur.

Een nieuwe serie werd in 1912 gebouwd van de bijwagens 11 - 14 trailers en 5 - 8: De Z 111-118 serie
- Z 111, ex bijwagen 11
- Z 112, ex bijwagen 12, hervormde in 1957
- Z 113, ex bijwagen 13
- Z 114, ex bijwagen 14, werd Z 105
- Z 115, ex bijwagen 5
- Z 116, ex bijwagen 6
- Z 117, ex bijwagen 7
- Z 118, ex bijwagen 8